# 愛媛県の市町村旗一覧
愛媛県の市町村旗一覧（えひめけんのしちょうそんきいちらん）は、愛媛県内の市町村に制定されている、あるいは制定されていた市町村旗の一覧である。なお、一覧の順序は全国地方公共団体コード順による。廃止された市町村章は廃止日から順に掲載している。

## 市部
| 市         | 市旗 | 制定有無 | 制定日        | 旗の色                                         | 備考                                                   |
| ---------- | ---- | -------- | ------------- | ---------------------------------------------- | ------------------------------------------------------ |
| 松山市     |      | なし     | なし          | 地色は白色であり、紋章は緑色が指定されている   |                                                        |
| 今治市     |      | あり     | 2005年1月16日 | 地色は白色で紋章は指定色が指定されている       | 2代目の市旗である                                      |
| 宇和島市   |      | あり     | 2005年8月1日  | 地色は白色であり、紋章は指定色が指定されている | 2代目の市旗である                                      |
| 八幡浜市   |      | なし     | なし          | 地色は白色であり、紋章は指定色が指定されている | 2代目の市旗である                                      |
| 新居浜市   |      | なし     | なし          | 地色は白色であり、紋章は緑色が指定されている   |                                                        |
| 西条市     |      | なし     | なし          | 地色は白色であり、紋章は指定色が指定されている | 2代目の市旗である                                      |
| 大洲市     |      | なし     | なし          | 使われていないが、便宜的に使われている         | 旧・大洲市制時に制定され、新・市制施行後に継承している |
| 伊予市     |      | あり     | 2005年4月1日  | 地色は白色であり、紋章は指定色が指定されている | 2代目の市旗である                                      |
| 四国中央市 |      | なし     | なし          | 地色は白色であり、紋章は指定色が指定されている |                                                        |
| 西予市     |      | なし     | なし          | 地色は白色であり、紋章は指定色が指定されている |                                                        |
| 東温市     |      | あり     | 2004年9月21日 | 地色は白色であり、紋章は指定色が指定されている |                                                        |

## 町村部
| 郡       | 町村       | 町村旗 | 制定有無 | 制定日       | 旗の色                                             | 備考                                             |
| -------- | ---------- | ------ | -------- | ------------ | -------------------------------------------------- | ------------------------------------------------ |
| 越智郡   | 上島町     |        | なし     | なし         | 地色は白色であり、紋章は指定色が指定されている     |                                                  |
| 上浮穴郡 | 久万高原町 |        | なし     | なし         | 地色は白色であり、紋章は指定色が指定されている     |                                                  |
| 伊予郡   | 松前町     |        | なし     | なし         | 地色は藍色であり、紋章は白色が指定されている       |                                                  |
| 伊予郡   | 砥部町     |        | あり     | 2005年1月1日 | 色は地色は緑色であり、紋章は白色が指定されている   | 旧・砥部町制時に制定され、新制施行後に継承される |
| 喜多郡   | 内子町     |        | あり     | 2005年1月1日 | 色は地色は白色であり、紋章は指定色が指定されている | 2代目の町旗である                                |
| 西宇和郡 | 伊方町     |        | なし     | なし         | 地色は白色であり、紋章は指定色が指定されている     | 3代目の町旗である                                |
| 北宇和郡 | 松野町     |        | なし     | なし         | 地色は緑色であり、紋章は黄色が指定されている       |                                                  |
| 北宇和郡 | 鬼北町     |        | なし     | なし         | 地色は白色であり、紋章は指定色が指定されている     |                                                  |
| 南宇和郡 | 愛南町     |        | なし     | なし         | 地色は白色であり、紋章は指定色が指定されている     |                                                  |

## 廃止された市町村旗
| 市郡       | 町村     | 市町村旗 | 制定有無 | 制定日        | 廃止日        | 旗の色                                                                         | 備考                                 |
| ---------- | -------- | -------- | -------- | ------------- | ------------- | ------------------------------------------------------------------------------ | ------------------------------------ |
| 宇摩郡     | 別子山村 |          | なし     | なし          | 2003年4月1日  | -                                                                              |                                      |
| 西宇和郡   | 三瓶町   |          | なし     | なし          | 2004年4月1日  | 地色は藍色であり、紋章は白色が指定されている                                   |                                      |
| 東宇和郡   | 明浜町   |          | なし     | なし          | 2004年4月1日  | 地色は藍色であり、紋章は橙色が指定されている                                   |                                      |
| 東宇和郡   | 野村町   |          | なし     | なし          | 2004年4月1日  | 地色は緑色であり、紋章は白色が指定されている                                   |                                      |
| 東宇和郡   | 宇和町   |          | なし     | なし          | 2004年4月1日  | 地色は藍色であり、紋章は白色が指定されている                                   |                                      |
| 東宇和郡   | 城川町   |          | なし     | なし          | 2004年4月1日  | 地色は緑色であり、紋章は黄色・縁部分は白色が指定されている                     |                                      |
| 川之江市   |          |          | あり     | 1957年7月1日  | 2004年4月1日  | 地色は緑色であり、紋章は白色が指定されている                                   |                                      |
| 伊予三島市 |          |          | なし     | なし          | 2004年4月1日  | 地色は濃紺色であり、紋章は白色が指定されている                                 |                                      |
| 宇摩郡     | 土居町   |          | なし     | なし          | 2004年4月1日  | 地色は緑色であり、紋章は黄色が指定されている                                   |                                      |
| 宇摩郡     | 新宮村   |          | なし     | なし          | 2004年4月1日  | 地色は紫色であり、紋章は白色が指定されている                                   |                                      |
| 上浮穴郡   | 久万町   |          | なし     | なし          | 2004年8月1日  | -                                                                              |                                      |
| 上浮穴郡   | 美川村   |          | なし     | なし          | 2004年8月1日  | -                                                                              |                                      |
| 上浮穴郡   | 面河村   |          | なし     | なし          | 2004年8月1日  | -                                                                              |                                      |
| 上浮穴郡   | 柳谷村   |          | なし     | なし          | 2004年8月1日  | -                                                                              |                                      |
| 温泉郡     | 重信町   |          | なし     | なし          | 2004年9月21日 | 地色は緑色であり、紋章は白色が指定されている                                   |                                      |
| 温泉郡     | 川内町   |          | なし     | なし          | 2004年9月21日 | 地色は水色であり、紋章は白色が指定されている                                   |                                      |
| 越智郡     | 弓削町   |          | なし     | なし          | 2004年10月1日 | 地色は白色であり、紋章は赤色が指定されている                                   |                                      |
| 越智郡     | 生名村   |          | なし     | なし          | 2004年10月1日 | 地色は藍色であり、紋章は白色が指定されている                                   |                                      |
| 越智郡     | 岩城村   |          | なし     | なし          | 2004年10月1日 | 地色は緑色であり、紋章は橙色が指定されている                                   |                                      |
| 越智郡     | 魚島村   |          | なし     | なし          | 2004年10月1日 | 地色は橙色であり、紋章は黄色が指定されている                                   |                                      |
| 南宇和郡   | 御荘町   |          | なし     | なし          | 2004年10月1日 | 地色は白色であり、紋章は青色・緑色が指定されている                             |                                      |
| 南宇和郡   | 城辺町   |          | なし     | なし          | 2004年10月1日 | 地色は白色であり、紋章は青色が指定されている                                   |                                      |
| 南宇和郡   | 西海町   |          | なし     | なし          | 2004年10月1日 | 地色は白色であり、紋章は水色が指定されている                                   |                                      |
| 南宇和郡   | 一本松町 |          | なし     | なし          | 2004年10月1日 | 地色は藍色であり、紋章は白色が指定されている                                   |                                      |
| 南宇和郡   | 内海村   |          | なし     | なし          | 2004年10月1日 | 地色は水色であり、紋章は白色が指定されている                                   |                                      |
| 西条市     |          |          | なし     | なし          | 2004年11月1日 | 色は白色であり、紋章は紺色が指定されている                                     | 初代の市旗である                     |
| 東予市     |          |          | あり     | 1972年9月22日 | 2004年11月1日 | 色は地色は黄色であり、紋章は白色が指定されている                               | 紋章の周りに白色の縁が指定されている |
| 周桑郡     | 丹原町   |          | なし     | なし          | 2004年11月1日 | -                                                                              |                                      |
| 周桑郡     | 小松町   |          | なし     | なし          | 2004年11月1日 | -                                                                              |                                      |
| 伊予郡     | 広田村   |          | なし     | なし          | 2005年1月1日  | 地色は臙脂色であり、紋章は広の部分は深緑色・「田」の部分は白色が指定されている |                                      |
| 喜多郡     | 内子町   |          | なし     | なし          | 2005年1月1日  | -                                                                              |                                      |
| 喜多郡     | 五十崎町 |          | なし     | なし          | 2005年1月1日  | -                                                                              |                                      |
| 上浮穴郡   | 小田町   |          | なし     | なし          | 2005年1月1日  | -                                                                              |                                      |
| 北宇和郡   | 広見町   |          | なし     | なし          | 2005年1月1日  | -                                                                              |                                      |
| 北宇和郡   | 日吉村   |          | なし     | なし          | 2005年1月1日  | -                                                                              |                                      |
| 北条市     |          |          | なし     | なし          | 2005年1月1日  | 地色は濃緑色であり、紋章は白色が指定されている                                 |                                      |
| 温泉郡     | 中島町   |          | なし     | なし          | 2005年1月1日  | 地色は白色であり、紋章は橙色が指定されている                                   |                                      |
| 喜多郡     | 長浜町   |          | なし     | なし          | 2005年1月11日 | 地色は紺色であり、紋章は黄色と白色が指定されている                             |                                      |
| 喜多郡     | 肱川町   |          | なし     | なし          | 2005年1月11日 | 地色は海老茶色であり、紋章は白色が指定されている                               |                                      |
| 喜多郡     | 河辺村   |          | なし     | なし          | 2005年1月11日 | 地色は白色であり、紋章は緑色が指定されている                                   |                                      |
| 今治市     |          |          | あり     | 1981年3月     | 2005年1月16日 | 地色は白色であり、紋章は赤色が指定されている                                   | 初代の市旗である                     |
| 越智郡     | 朝倉村   |          | なし     | なし          | 2005年1月16日 | -                                                                              |                                      |
| 越智郡     | 玉川町   |          | なし     | なし          | 2005年1月16日 | -                                                                              |                                      |
| 越智郡     | 波方町   |          | なし     | なし          | 2005年1月16日 | -                                                                              |                                      |
| 越智郡     | 大西町   |          | なし     | なし          | 2005年1月16日 | -                                                                              |                                      |
| 越智郡     | 菊間町   |          | なし     | なし          | 2005年1月16日 | 地色は黄色であり、紋章は緑色が指定されている                                   |                                      |
| 越智郡     | 吉海町   |          | なし     | なし          | 2005年1月16日 | -                                                                              |                                      |
| 越智郡     | 宮窪町   |          | なし     | なし          | 2005年1月16日 | -                                                                              |                                      |
| 越智郡     | 伯方町   |          | なし     | なし          | 2005年1月16日 | -                                                                              |                                      |
| 越智郡     | 上浦町   |          | なし     | なし          | 2005年1月16日 | -                                                                              |                                      |
| 越智郡     | 大三島町 |          | なし     | なし          | 2005年1月16日 | -                                                                              |                                      |
| 越智郡     | 関前村   |          | なし     | なし          | 2005年1月16日 | -                                                                              |                                      |
| 八幡浜市   |          |          | なし     | なし          | 2005年3月28日 | 地色は青色であり、紋章は白色が指定されている                                   | 初代の市旗である                     |
| 西宇和郡   | 保内町   |          | なし     | なし          | 2005年3月28日 | 地色は黄色であり、紋章は黒色が指定されている                                   |                                      |
| 伊予市     |          |          | なし     | なし          | 2005年4月1日  | 地色は青紫色であり、紋章は白色が指定されている                                 | 初代の市旗である                     |
| 伊予郡     | 中山町   |          | なし     | なし          | 2005年4月1日  | 地色は紺色であり、紋章は橙色が指定されている                                   |                                      |
| 伊予郡     | 双海町   |          | なし     | なし          | 2005年4月1日  | 地色は臙脂色であり、紋章は白色が指定されている                                 |                                      |
| 西宇和郡   | 伊方町   |          | なし     | なし          | 2005年4月1日  | 地色は白色であり、紋章は橙色・水色が指定されている                             | 2代目の町旗である                    |
| 西宇和郡   | 瀬戸町   |          | なし     | なし          | 2005年4月1日  | 地色は緑色であり、紋章は橙色が指定されている                                   |                                      |
| 西宇和郡   | 三崎町   |          | なし     | なし          | 2005年4月1日  | 地色は海老茶色であり、紋章は白色が指定されている                               |                                      |
| 宇和島市   |          |          | なし     | なし          | 2005年8月1日  | 地色は白色であり、紋章は黒色が指定されている                                   | 初代の市旗である                     |
| 北宇和郡   | 吉田町   |          | なし     | なし          | 2005年8月1日  | -                                                                              |                                      |
| 北宇和郡   | 三間町   |          | なし     | なし          | 2005年8月1日  | -                                                                              |                                      |
| 北宇和郡   | 津島町   |          | なし     | なし          | 2005年8月1日  | -                                                                              |                                      |

### 書籍
- 中川幸也『シリーズ人間とシンボル第2号「都市の旗と紋章」』中川ケミカル、1987年10月11日。
- NHK情報ネットワーク『NHKふるさとデータブック8 [四国]』日本放送協会、1992年5月1日。

### 自治体書籍
- 菊間町誌編纂委員会『菊間町誌』愛媛県越智郡菊間町、1979年。